# Барні Олдфілд
Берна Елі «Ба́рні» О́лдфілд (англ. Berna Eli "Barney" Oldfield; 29 січня 1878 — 4 жовтня 1946) — американський гонщик, піонер автомобільних перегонів, ім'я якого було синонімом до слова «швидкість» протягом перших двох десятиліть XX століття.
Після досягнутих успіхів у велогонках з 1902 року він почав брати участь у автоперегонах і продовжував цим займатися аж до виходу на пенсію у 1918 році. Він був першою людиною, яка керувала автомобілем, що рухався зі швидкістю 60 миль на годину (96 км/год) на кільцевій трасі.

## Життєпис

### Молоді роки
Берна Олі Олдфілд народився у тауншипі Йорк (округ Фултон, штат Огайо), розташованому поблизу міст Восіон і Толідо, 29 січня 1878 у сім'ї робітника Генрі Клея Олдфілда та його дружини Сари. Ім'я йому дали на честь товариша і сусіда по ліжку його батька в 68-му добровольчому піхотному полку Огайо під час Громадянської війни в США. У нього була сестра Берта.
За даними перепису населення 1880 року Олдфілди мешкали у Восіоні. У 1889 вони перебрались до Толідо, де батько Генрі влаштувався на роботу в державну психіатричну лікарню. Влітку 1891 року Берна працював водовозом, щоб заробити кошти на придбання свого першого велосипеда. Згідно з легендою, він проводив більшу частину свого недільного дня в місцевій пожежній станції Толідо, сподіваючись на наступний виклик. Як «талісману» компанії, йому дозволили їздити на великому червоному візку, запряженому парою коней, який мчав вулицями. Наступного року Берна після школи працював газетярем, продаючи газети «Toledo Blade» і «Toledo Bee».
Олдфілд покинув школу після восьмого класу в 1892 році. Він почав працювати з батьком помічником на кухні в психіатричній лікарні вдень і коридорним черговим у готелі в центрі міста вночі. Згодом він працював у готелі на повний робочий день, оскільки віддавав перевагу цьому, ніж роботі з психічно хворими. Нібито його безпосередній начальник сказав, що «Берна» — це жіноче прізвисько, тому він змінив його на «Барні». Олдфілд був «магнетичною особистістю», і отримував багато чайових у готелі. Він використав їх, щоб купити свій перший велосипед «Advance Traveller» з пневматичними шинами.

### Велогонщик
Кларенс Бригам (англ. Clarence Brigham), який торгував велосипедами марки «Cleveland», та Едвард Г. Ігер (англ. Edward G. Eager) з «Eager & Green Mercantile», що продавав моделі «Columbia» у своєму магазині, організували в місті велосипедний клуб «Wauseon Cycle Club». Вони хотіли як збільшити продажі велосипедів, так і залучити більше людей до міста через Залізниця Мічиган-Лейк-Шор. Інші групи аматорів-велосипедистів зі Свонтона, Клайда, Монро, Едріана, Бліссфілда та Толедо часто користувались однією і тією ж велосипедною трасою.
Велосипедисти брали участь у перегонах на півмилі та милі на громадських іподромах, зазвичай призначених для скачок. Серед інших членами Клубу були Фред Баллмеєр, Ора Брейлі, Курт і Бафф Гаррісони, Док Маєрс, Еміль Вінзелер, Док Майлі, Френк Харпер, Ден Реймонд (який лагодив усім велосипеди), Сід Блек (велосипедист-трюкач з Клівленда, який пізніше став президентом Packard Motor Car Company) та Барні Олдфілд. У жовтні 1892 року у Восіоні було проведено другий «Срібний турнір».
У 1893 році Олдфілд почав працювати ліфтером в іншому готелі. Щовечора він ховав у підвалі легкий велосипед «Клівленд» одного з орендарів готелю; іноді «позичав», катаючись на ньому поночі.
У 16 років Олдфілд почав серйозно брати участь у велогонках після того, як представники велосипедної фабрики «Dauntless» у 1894 році попросили його взяти участь у чемпіонаті штату Огайо. Незважаючи на те, що він посів друге місце, гонка стала переломним моментом у його житті. Олдфілда найняли торговим представником запчастин для велосипедної фабрики  Stearns. Там він зустрів Беатріс Ловетту Оатіс, свою майбутню дружину; вони одружилися в 1896 році.
У 1896 році велосипедна компанія Stearns, що розташовувалась у місті Сірак'юс (штат Нью-Йорк), щедро заплатила Олдфілду за те, щоб він виступав у її аматорській команді.

### Автогонщик

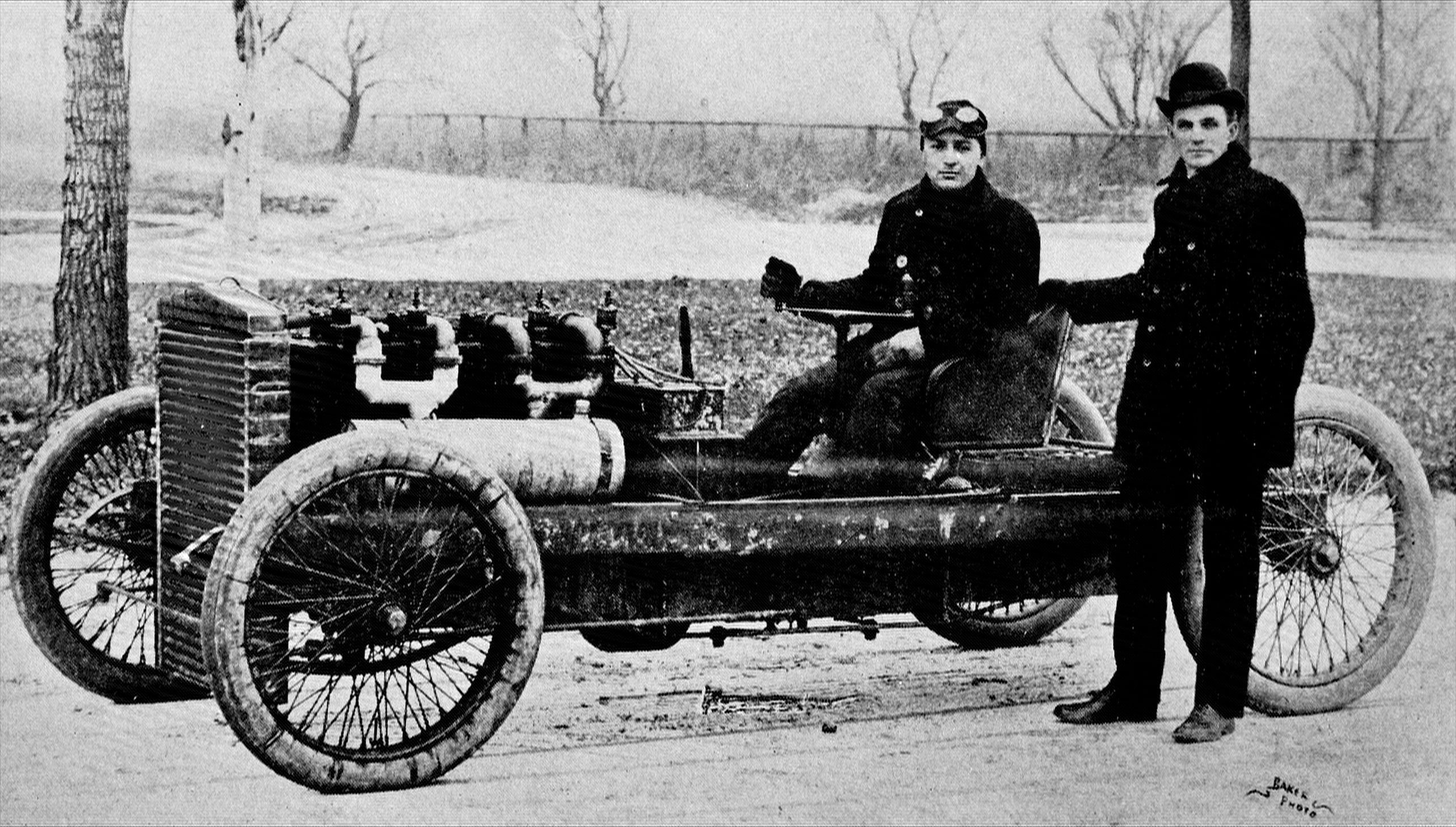
Генрі Форд стоїть біля першої машини Олдфілда (1902)

Олдфілду позичили велосипед з бензиновим двигуном для перегонів у Солт-Лейк-Сіті. Через свого колегу велогонщика Тома Купера він познайомився з підприємцем Генрі Фордом, який був на початку своєї кар'єри автовиробника в Мічигані. Форд підготував два автомобілі для перегонів, і він запитав Олдфілда, чи хотів би він випробувати один з них у Мічигані. Олдфілд погодився та поїхав до Мічигану на випробування, але жодна з машин не завелася. Хоча Олдфілд ніколи не водив автомобіль, вони з Купером купили обидва тестові автомобілі, як тільки Форд запропонував продати їх за 800 доларів. Одним з них був «№ 999», що дебютував у жовтні 1902 року на Manufacturer's Challenge Cup. Сьогодні автомобіль виставлений в Музеї Генрі Форда в Грінфілд-Віллідж (штат Мічиган)
Олдфілд погодився виступити проти чинного чемпіона Александера Вінтона. Ходили чутки, що Олдфілд навчився керувати «999» лише вранці того дня, коли мала бути гонка. Олдфілд переміг із перевагою в півмилі в гонці на п'ять миль (8 км). Він при проходженні поворотів входи у занос, як мотоцикліст, а не пригальмовував. Це була значима перемога для Форда, завдяки якій і Олдфілд, і Форд стали загальновідомими.
Джон Вілкінсон, який сконструював двигун з повітряним охолодженням для Franklin Automobile Company і був там головним інженером до 1924 року, змагався з Олдфілдом у 1902. Олдфілд виграв чемпіонат штату на дистанції 5 миль (8,0 км) з рекордним часом 6:54:06
20 червня 1903 року на виставковому комплексі Indiana State Fairgrounds Олдфілд став першим водієм, який подолав милю за одну хвилину, або 60 миль за годину (97 км/год). Через два місяці він подолав відстань у милю за 55,8 секунд на Empire City Race Track у Йонкерсі (штат Нью-Йорк]].

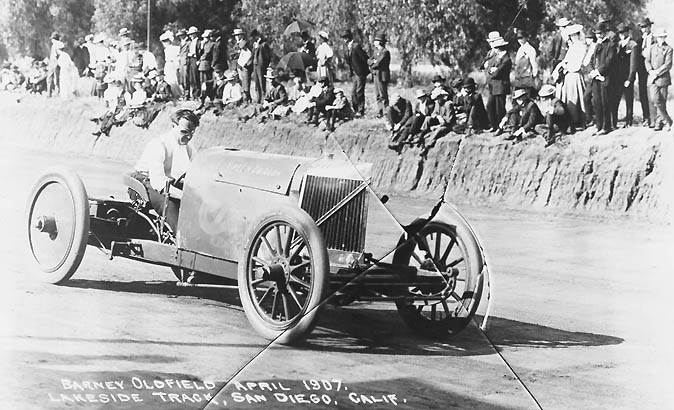
Олдфілд за кермом «Green Dragon» (Peerless) на треку «Lakeside» у Сан Дієго (Каліфорнія, квітень 1907)

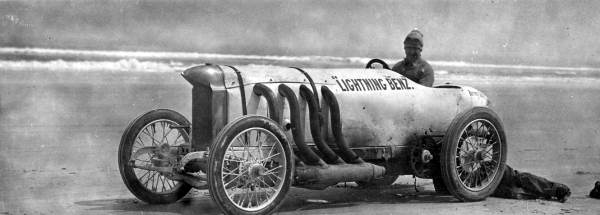
Барні Олдфілд у своєму «Blitzen Benz» на Дайтоні

Александер Вінтон найняв Олдфілда професійним водієм і погодився безкоштовно надати йому автомобілі для перегонів. Олдфілд зі своїм менеджером Ернестом Мороссом і агентом Віллом Пікенсом подорожували Сполученими Штатами та взяли участь в серії заїздів і змагань, на яких він заслужив репутацію шоумена. Олдфілд був «першим американцем, який став знаменитістю виключно завдяки своїй здатності керувати автомобілем з великою майстерністю, швидкістю та сміливістю». Йому подобалося підвищувати драматизм у змаганнях, що складалися з трьох етапів: першу частину він вигравав із перевагою, другу програвав, а третю знову вигравав. Олдфілд посів перше місце на Індіанаполіс Мотор Спідвей  21 серпня 1909 на автомобілі Mercedes Benz
Олдфілд придбав спортивний автомобіль «Blitzen Benz» від компанії Benz & Cie. і за кермом цього авто підняв швидкість у 1910 році до 70,159 миль/год (112,910 км/год). Пізніше в 1910 році Олдфілд досяг швидкості 131,25 миль/год (211,23 км/год). У Дейтона-Біч (Флорида), 16 березня 1910 року на своєму «Blitzen Benz» він встановив світовий рекорд швидкості, проїхавши за годину 131,724 милі, за що отримав прізвисько «король швидкості».

### Дискваліфікація та подальша кар'єра

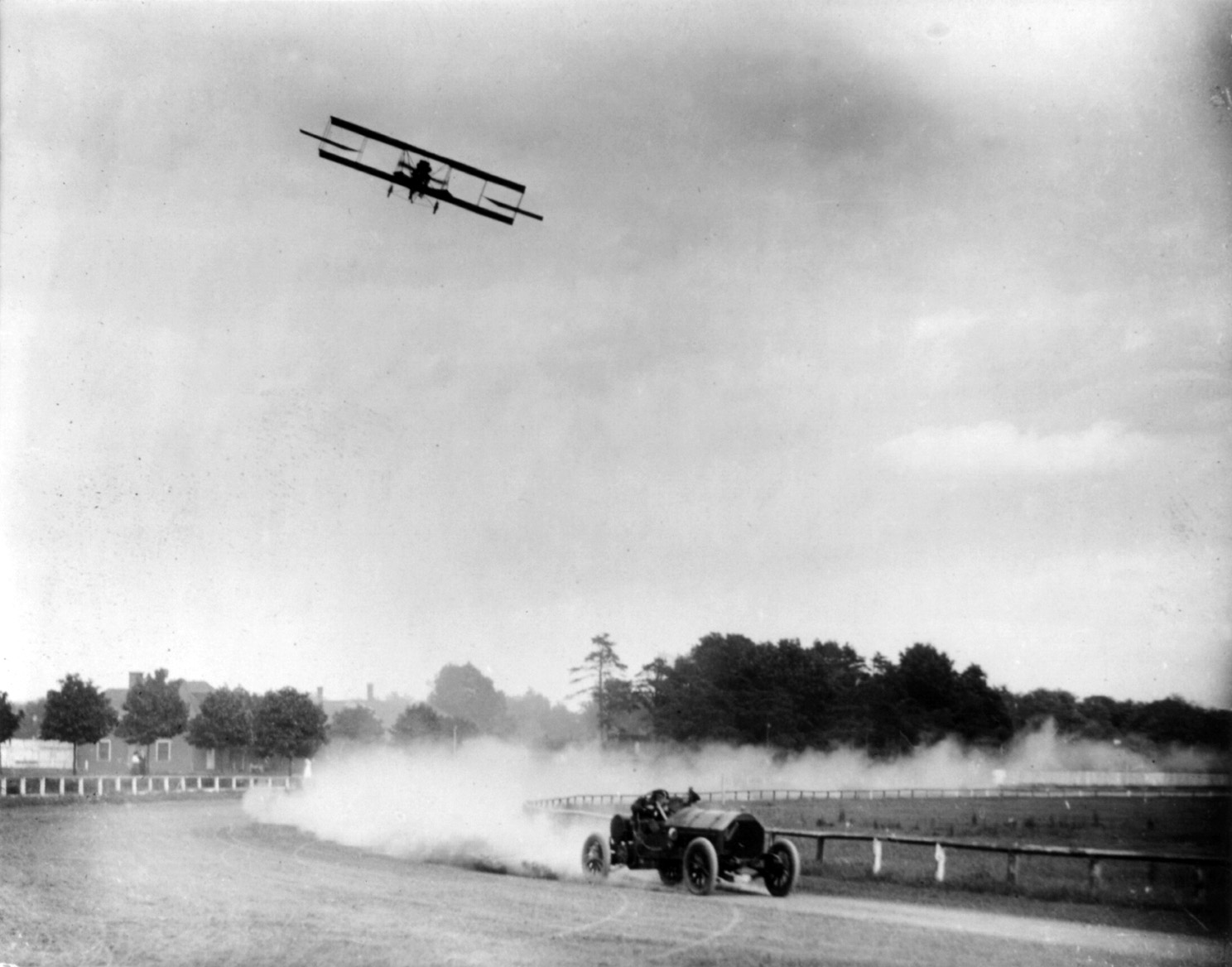
Олдфілд у перегонах з авіатором

Олдфілд зневажав умовності свого часу як на трасі, так і поза нею. Він був сумно відомий своїми святкуваннями після перегонів, бабійством і бійками в барах. Бунтарська вдача Олдфілда тримала його під пильною увагою Американської автомобільної асоціації (AAA), і в 1910 році він став першим реальним водієм-гонщиком «поза законом», коли його було відсторонено від офіційних змагань за несанкціоновану видовищну гонку проти чемпіона з боксу у важкій вазі Джека Джонсона.
Він не міг брати участь в офіційних змаганнях протягом декількох років. Він будував свою кар'єру завдяки тому, що йому платили за встановлення рекордів швидкості та проведення триматчевих перегонів або виставок.
У 1914 році його агент Вілл Пікенс влаштував «Чемпіонат Всесвіту», зіткнувши Олдфілда з іншим його клієнтом, льотчиком Лінкольном Бічі. Олдфілд змагався на своєму автомобілі Fiat з біпланом Бічі щонайменше в 35 матчах, по усій країні. У віддалених районах вони брали участь у перегонах на кінних доріжках. Ці змагання були «надзвичайно успішними», і Олдфілд, і Бічі заробили понад 250 000 доларів у своєму барнштормінгу.

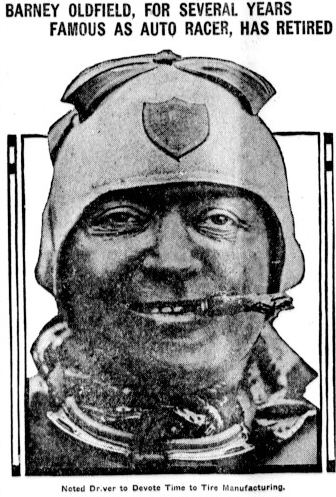
Барні олдфілд (1919)

Після відновлення його статус в ААА Олдфілд брав участь у 1914 та 1916 в Індіанаполіс 500, фінішувавши п'ятим в обох спробах. Він був першою людиною, яка подолала коло зі швидкістю 100 миль на годину. Він фінішував на Indianapolis 500 1914 року на виготовленому в Індіанаполісі авто від Stutz Motor Car Company, і він був найкращим гонщиком на американському автомобілі в перегонах, де тоді домінували європейські бренди.
Олдфілд використовував ту саму машину у позашляхових перегонах Лос-Анджелес — Фенікс у листопаді 1914 року де здобув перемогу. Олдфілд також фінішував другим у двох великих шосейних перегонах того року, Кубку Вандербільта (Санта-Моніка) і Корона 300 (Корона, Каліфорнія). У 1915 році він виграв шосейну гонку Веніс, Каліфорнія 300 (Веніс).
В листопаді 1914 року він виграв перегони Cactus Derby Race від Лос-Анджелеса до Фенікса; медаль переможця давала йому звання «Master Driver of the World». 28 травня 1916 року він на передньоприводному «Christie Racer», розробленому Джоном Волтером Крісті став першою людиною, що проїхала автодром Індіанаполісу зі швидкістю понад 100 миль за годину. Він використовував «Blitzen Benz», щоб побити існуючі рекорди на милі, двох миль і кілометрі на Daytona Beach Road Course в Ормонді (Флорида). Після цього він брав 4000 доларів за кожну свою появу в автоперегонах.
У червні June 1917 Олдфілд використовував свій «Golden Submarine», розроблений із стійкою для захисту водія, щоб перемогти свого колегу-легенду Ральфа де Пальму у серії від 10 до 25 миль у Мілвокі.
Олдфілд пішов з гонок у 1918 році, але продовжував гастролювати та знімати фільми. У своїй останній спробі взяти участь у перегонах, у 1932 році він спробував повернутися до швидкісних перегонів із новою конструкцією автомобіля, але не зміг знайти фінансових спонсорів.
Олдфілд помер 4 жовтня 1946 року від серцевого нападу. Всього він був одружений чотири рази. Вдовою залишилася Бессі Губі Олдфілд, з якою він розлучився в 1924 році і одружився вдруге в 1945 році, зробивши її одночасно його другою і четвертою дружиною. Коли вони вперше одружилися, вони усиновили дочку Бетті. Його поховали на цвинтарі Святого Хреста в Калвер-Сіті (Каліфорнія).

## Поза перегонами

### Вистави та фільми
Олдфілд грав роль самого себе протягом десяти тижнів у бродвейському мюзиклі «The Vanderbilt Cup» (1906).
Він також знімався в кіно, в тому числі в німому «Гонка за життя Барні Олдфілда» (1913), де він мчав, щоб випередити потяг та врятувати героїню, прив'язану до залізничних рейок. Він також був задіяний у «The First Auto» (1927) одному з перших фільмів про історію автомобіля. Він був технічним консультантом сцени Кубка Вандербільта у художньому фільмі «Back Street» (1941). Він зіграв себе у короткометражній кінокомедії «Королі швидкості» (1913) та фільмі «Білява комета» (1941), історії про молоду жінку, яка намагається досягти успіху як автогонщиця.

### Безпека у перегонах
Боб Берман, один із суперників і найближчих товаришів Олдфілда загинув у аварії під час перегонів у Короні (Каліфорнія). Олдфілд і Гаррі Міллер, який розробляв і виготовляв карбюратори і був одним із найвідоміших конструкторів двигунів, працювали над розробкою гоночного автомобіля, який був би не тільки швидким і витривалим, але й захистив би водія в разі аварії. Вони побудували гоночний автомобіль з каркасом безпеки всередині обтічного водійського відділення, що повністю закривало водія. Автомобіль отримав назву «Golden Submarine».

### Підприємництво

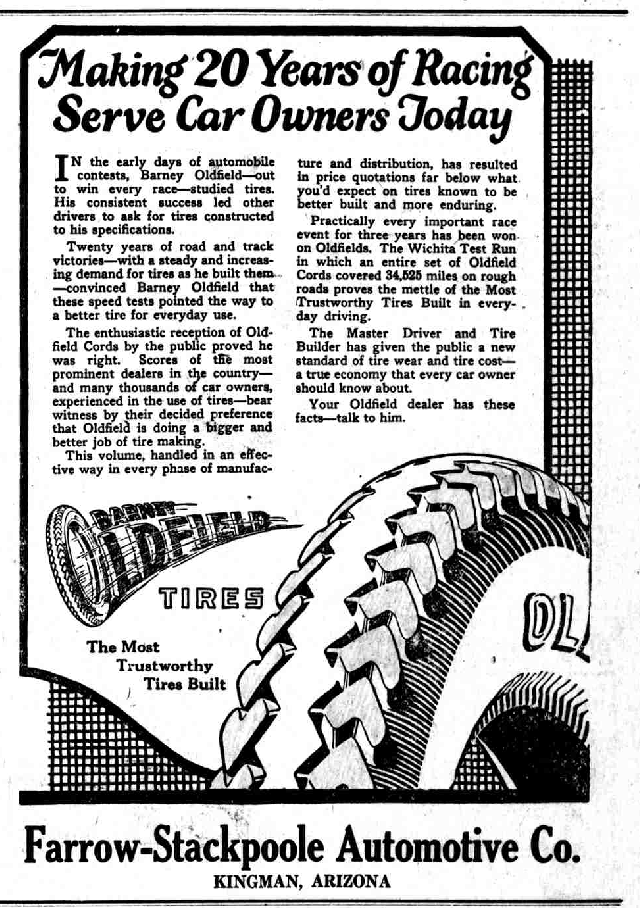
Участь Барні Олдфілда у рекламі шин (1922)

Олдфілд допомагав колезі-гонщику Карлу Фішеру засновувати Fisher Automobile Company в Індіанаполісі. Багато хто вважає, що це був перший автосалон у США.
Він також розробив так звану шину «Oldfield» для компанії «Firestone». У своєму слогані компанія «Firestone» рекламувала те, що сказав Олдфілд: «Шини Firestone — моє єдине страхування життя» («Firestone Tires are my only life insurance») In 1924, the Kimball Truck Co. of Los Angeles built the only 1924 Oldfield.

## Нагороди та визнання
- На трасі «Oakshade Raceway» у Восіоні (Огайо), на батьківщині Олдфілда, проводяться щорічні перегони, названі на його честь.
- У 1946 його було уведено до Автомобільної зали слави.[20]
- У 1953 році Олдфілд був одним із перших десяти піонерів автомобільних перегонів, зафіксованих у Залі слави автоспорту Америки, розташованій в Детройті[21]
- У 1989 році він був прийнятий до першого класу Зали слави автоспорту Америки[22] як повноважний представник.
- У 1990, він увійшов до Міжнародної зали слави автоспорту[en].
- У 1990 ім'я Олдфілда було присвоєне  Національній залі слави і музею спринтерських автомобілів[en].

## У масовій культурі
- Барні Олдфілд з'являється як майстер-водій у німому кіно 1927 року «The First Auto[en]»[23], режисера Роя Дель Рута[en] (див. вище інші виступи в кіно та на сцені, пов'язані з його гоночною кар'єрою).
- У телесеріалі "I Love Lucy епізоді «Lucy Learns to Drive» (Сезон 4): Етель каже «Oh, pardon me, Barney Oldfield» («Перепрошую, мій Барні Олдфілде»).
- У телесеріалі «Dennis The Menace» епізод "The Soapbox Derby, " Місіс Вілсон каже містеру Вілсону, «You're a regular Barney Oldfield» («Ти справжній Барні Олдфілд»)
- У телесеріалі «The Partridge Family» (Сезон 1, Епізод 3) «Who do you think that you are, Barney Oldfield?» («Ти думаєш, що ти Барні Олдфілд?»)
- Астронавт з місії Аполлон-16 Чарльз Дюк зауважив про Олдфілда стосовно астронавта Джона Янга, що керував місяцеходом на Місяці у 1972 році[24] «Indy has never seen a driver like this-Barney Oldfield» («Індікар ніколи не бачив такого водія як цей — Барні Олдфілд») кепкував Дюк.

## Результати у перегонах Індіанаполіс 500
| Рік   | Автомобіль | Старт | Кваліфікація | Місце | Фініш | Кіл | Лідирування | Схід      |
| ----- | ---------- | ----- | ------------ | ----- | ----- | --- | ----------- | --------- |
| 1914  | 3          | 30    | 87.250       | 24    | 5     | 200 | 0           | Завершено |
| 1916  | 15         | 5     | 94.330       | 5     | 5     | 120 | 0           | Завершено |
| Разом | Разом      | Разом | Разом        | Разом | Разом | 320 | 0           |           |

| Стартів    | 2 |
| Поулів     | 0 |
| Перший ряд | 0 |
| Перемог    | 0 |
| Топ 5      | 2 |
| Топ 10     | 2 |
| Сходжень   | 0 |